# Keno (Glücksspiel)

Logo der Version in Deutschland

Keno ist ein Glücksspiel, das ursprünglich aus dem Kaiserreich China stammt. Es ist eine moderne, schnelle Zahlenlotterie. Die Besonderheit von Keno ist das variantenreiche Spielsystem mit variablen Einsätzen, verschiedenen Keno-Typen und festen Gewinnquoten. Keno unterscheidet sich von anderen Lotterien vor allem durch sein außergewöhnliches Spielsystem 10 aus 20 aus 70 oder 80.

## Etymologie
Der Name Keno ist nicht chinesischen Ursprungs, sondern leitet sich vom französisch quine ab, der Kurzbezeichnung für die Quinterne, das heißt fünf Richtige im klassischen Lotto 5 aus 90 ab. Seit 1814 wird das Wort Keno (IPA /kiːnoʊ/) im Englischen verwendet, zusammengesetzt aus quine und dem Suffix -o (aus Lotto).

## Geschichte
Angeblich soll das Spiel bereits zur Zeit der Han-Dynastie von Zhang Liang erfunden worden sein, um Geld für den Krieg gegen Xiang Yu zu sammeln. Auch der Bau der Chinesischen Mauer soll durch Geld aus dem Glücksspiel finanziert worden sein, allerdings gibt es historische Aufzeichnungen über Spiellizenzen erst aus dem 19. Jh.
Statt Zahlen musste damals eine Auswahl aus 120 chinesischen Schriftzeichen erraten werden. Die Ziehung erfolgte so, dass weiße Tauben aus einem Stapel von Briefchen mit den entsprechenden Zeichen einige herauspickten – diese Art der Ziehung ist auch heute noch in vielen Regionen Asiens gebräuchlich. Das Spiel wurde deshalb das Spiel der Weißen Tauben genannt, möglicherweise leitet sich der Name aber auch davon ab, dass die Ergebnisse von Brieftauben bis in weit entfernte Dörfer gebracht wurden.
Anfang des 20. Jahrhunderts brachten es chinesische Arbeiter in die USA. Die Schriftzeichen wurden durch Zahlen ersetzt und die Anzahl von 120 auf 80 reduziert. Seit 2021 wird Keno vom Deutschen Lotto- und Totoblock angeboten. Die Loterie Romande und Swisslos bieten Keno nicht an, die Österreichischen Lotterien nur online.

## Spielregeln
Die Spielregeln von Keno ähneln denen von Lotto. Auf einem Tippfeld aus 70 oder 80 Zahlen werden von einem Spieler zwei bis zehn gewünschte Zahlen ausgewählt. Die Anzahl der Zahlen bestimmen den Keno-Typ (Keno-Typ 2 bis Keno-Typ 10). Aus 70 bzw. 80 Zahlen werden von einem Zufallszahlengenerator 20 Gewinnzahlen gezogen. Je größer die Anzahl der richtig getippten Keno-Zahlen, desto größer ist die Gewinnsumme, die der Spieler bekommt. Der Gewinn hängt außerdem von der Höhe des Einsatzes ab. Der Einsatz wird vom Spieler pro Tippfeld festgelegt. Je größer der Einsatz ist, desto größer ist der mögliche Gewinn.

## Situation in Deutschland
Heute wird es in unterschiedlichen Varianten in der ganzen Welt gespielt. Keno kam über die USA auch nach Deutschland. Es wird zurzeit in allen Bundesländern, in Sachsen-Anhalt erst seit dem 4. März 2013, gespielt und über die regionalen Lotteriegesellschaften angeboten.
Aus meist 70 Zahlen werden 20 gezogen. Der Spieler kann in Deutschland zwei bis zehn Zahlen tippen. Auf den Einsatz von 1, 2, 5 oder 10 Euro entfällt nach festen Quoten ein Gewinn bis zu 1.000.000 Euro (bei 10 Euro Einsatz und 10 richtigen Tippzahlen). Die Chancen für den Höchstgewinn sind dabei wesentlich besser als bei Lotto – 1:2.147.179 bei Keno (10 Richtige) im Vergleich zu 1:139.838.160 (6 Richtige plus Superzahl bei Lotto 6 aus 49).
Bei Keno Typ 9 und Keno Typ 10 können die Höchstgewinne niedriger ausfallen, falls diese Gewinne mehrfach ausgeschüttet werden.
Die erste Keno-Ziehung in Deutschland fand am 2. Februar 2004 statt. Damals konnten Spieler in den Bundesländern Hessen, Rheinland-Pfalz und dem Saarland Tippscheine abgeben. Die Keno-Zahlen wurden von Montag bis Samstag ermittelt. Seit dem 13. Juni 2010 werden die Keno-Zahlen täglich ermittelt, also auch am Sonntag. Die Ziehung findet um 19:10 Uhr in den Räumen der Lotterie-Treuhandgesellschaft mbH Hessen in Wiesbaden statt und ist öffentlich. Die Ausstrahlung der Ziehung erfolgt über die Keno-Homepage.

### Gewinnmöglichkeiten
| getippte Zahlen (n) | Richtige (k) | mögl. Kombinationen | Wahrscheinlichkeit | Gewinnfaktor |
| ------------------- | ------------ | ------------------- | ------------------ | ------------ |
| 2                   | 0            | 1.225               | 50,72464 %         | 0            |
| 2                   | 1            | 1.000               | 41,40787 %         | 0            |
| 2                   | 2            | 190                 | 7,86749 %          | 6            |
| 3                   | 0            | 19.600              | 35,80563 %         | 0            |
| 3                   | 1            | 24.500              | 44,75703 %         | 0            |
| 3                   | 2            | 9.500               | 17,35477 %         | 1            |
| 3                   | 3            | 1.140               | 2,08257 %          | 16           |
| 4                   | 0            | 230.300             | 25,11738 %         | 0            |
| 4                   | 1            | 392.000             | 42,75299 %         | 0            |
| 4                   | 2            | 232.750             | 25,38459 %         | 1            |
| 4                   | 3            | 57.000              | 6,21663 %          | 2            |
| 4                   | 4            | 4.845               | 0,52841 %          | 22           |
| 5                   | 0            | 2.118.760           | 17,50605 %         | 0            |
| 5                   | 1            | 4.606.000           | 38,05664 %         | 0            |
| 5                   | 2            | 3.724.000           | 30,76920 %         | 0            |
| 5                   | 3            | 1.396.500           | 11,53845 %         | 2            |
| 5                   | 4            | 242.250             | 2,00157 %          | 7            |
| 5                   | 5            | 15.504              | 0,12810 %          | 100          |
| 6                   | 0            | 15.890.700          | 12,11957 %         | 0            |
| 6                   | 1            | 42.375.200          | 32,31887 %         | 0            |
| 6                   | 2            | 43.757.000          | 33,37274 %         | 0            |
| 6                   | 3            | 22.344.000          | 17,04140 %         | 1            |
| 6                   | 4            | 5.935.125           | 4,52662 %          | 2            |
| 6                   | 5            | 775.200             | 0,59123 %          | 15           |
| 6                   | 6            | 38.760              | 0,02956 %          | 500          |
| 7                   | 0            | 99.884.400          | 8,33221 %          | 0            |
| 7                   | 1            | 317.814.000         | 26,51157 %         | 0            |
| 7                   | 2            | 402.564.400         | 33,58132 %         | 0            |
| 7                   | 3            | 262.542.000         | 21,90086 %         | 0            |
| 7                   | 4            | 94.962.000          | 7,92159 %          | 1            |
| 7                   | 5            | 18.992.400          | 1,58432 %          | 12           |
| 7                   | 6            | 1.938.000           | 0,16167 %          | 100          |
| 7                   | 7            | 77.520              | 0,00646 %          | 1.000        |
| 8                   | 0            | 536.878.650         | 5,68706 %          | 1            |
| 8                   | 1            | 1.997.688.000       | 21,16116 %         | 0            |
| 8                   | 2            | 3.019.233.000       | 31,98221 %         | 0            |
| 8                   | 3            | 2.415.386.400       | 25,58577 %         | 0            |
| 8                   | 4            | 1.115.803.500       | 11,81951 %         | 1            |
| 8                   | 5            | 303.878.400         | 3,21893 %          | 2            |
| 8                   | 6            | 47.481.000          | 0,50296 %          | 15           |
| 8                   | 7            | 3.876.000           | 0,04106 %          | 100          |
| 8                   | 8            | 125.970             | 0,00133 %          | 10.000       |
| 9                   | 0            | 2.505.433.700       | 3,85253 %          | 2            |
| 9                   | 1            | 10.737.573.000      | 16,51083 %         | 0            |
| 9                   | 2            | 18.978.036.000      | 29,18193 %         | 0            |
| 9                   | 3            | 18.115.398.000      | 27,85547 %         | 0            |
| 9                   | 4            | 10.265.392.200      | 15,78477 %         | 0            |
| 9                   | 5            | 3.570.571.200       | 5,49035 %          | 2            |
| 9                   | 6            | 759.696.000         | 1,16816 %          | 5            |
| 9                   | 7            | 94.962.000          | 0,14602 %          | 20           |
| 9                   | 8            | 6.298.500           | 0,00969 %          | 1.000        |
| 9                   | 9            | 167.960             | 0,00026 %          | 50.000       |
| 10                  | 0            | 10.272.278.170      | 2,58940 %          | 2            |
| 10                  | 1            | 50.108.674.000      | 12,63123 %         | 0            |
| 10                  | 2            | 102.006.943.500     | 25,71358 %         | 0            |
| 10                  | 3            | 113.868.216.000     | 28,70353 %         | 0            |
| 10                  | 4            | 76.990.441.500      | 19,40750 %         | 0            |
| 10                  | 5            | 32.849.255.040      | 8,28053 %          | 2            |
| 10                  | 6            | 8.926.428.000       | 2,25015 %          | 5            |
| 10                  | 7            | 1.519.392.000       | 0,38300 %          | 15           |
| 10                  | 8            | 154.313.250         | 0,03890 %          | 100          |
| 10                  | 9            | 8.398.000           | 0,00212 %          | 1.000        |
| 10                  | 10           | 184.756             | 0,00005 %          | 100.000      |

Die Wahrscheinlichkeit ergibt sich aus der hypergeometrischen Verteilung {\displaystyle h(k|N;M;n)} und entspricht damit vom Prinzip der Berechnung dem bekannten Lotto 6 aus 49. Dabei ist {\displaystyle N=70} die Grundgesamtheit der möglichen Zahlen, {\displaystyle M=20} die Anzahl der gezogenen. {\displaystyle n} bezeichnet die Anzahl der getippten Zahlen und entspricht dem Kenotyp, einer natürlichen Zahl zwischen 2 und 10. Durch Einsetzen findet man dann die Wahrscheinlichkeit, dass unter diesen genau {\displaystyle k} Richtige sind. Z. B. für die Wahrscheinlichkeit, unter 10 getippten Zahlen genau 3 Richtige zu haben: {\displaystyle P(X=3)=h(3|70;20;10)=0{,}287=28{,}7\,\%},
combin(70-20,10-3)*combin(20,3)/combin(70,10)
=0.2870353349890216216499999625000495535059471528555480123115551597306817844562133971465823420161909072,
wie sich auch oben in der Tabelle ablesen lässt.
Die allgemeine Formel für alle Wahrscheinlichkeiten des Kenotyps n lautet:
{\displaystyle P_{n}(k)={\frac {{20 \choose k}{50 \choose n-k}}{70 \choose n}}}

### Erwartungswert
Nachfolgend eine Tabelle mit den genauen Werten bei einem Spiel beim Einsatz von 1 € und 10 € mit einer Gebühr von jeweils 0,25 €.
| getippte Zahlen | Erwartungswert 1 € Einsatz | Erwartungswert 10 € Einsatz | Totalverlustwahrscheinlichkeit |
| --------------- | -------------------------- | --------------------------- | ------------------------------ |
| 2               | −0,777950311 €             | −5,529503106 €              | 92,13 %                        |
| 3               | −0,743240775 €             | −5,182407746 €              | 80,56 %                        |
| 4               | −0,755570431 €             | −5,305704306 €              | 67,87 %                        |
| 5               | −0,751020985 €             | −5,260209854 €              | 86,33 %                        |
| 6               | −0,752560653 €             | −5,275606527 €              | 77,81 %                        |
| 7               | −0,754334893 €             | −5,293348929 €              | 90,33 %                        |
| 8               | −0,760616291 €             | −5,356162907 €              | 78,73 %                        |
| 9               | −0,749546918 €             | −5,245469180 €              | 89,33 %                        |
| 10              | −0,75600258 €              | −5,310025801 €              | 86,46 %                        |

In der Praxis sind die Erwartungswerte bei 9 oder 10 getippten Zahlen niedriger (d. h. schlechter) als hier angegeben, weil in den zugehörigen Typen 9 und 10 die Höchstgewinne reduziert werden können, wenn diese mehrfach ausgeschüttet werden. Es ist schwierig, die tatsächlichen Erwartungswerte zu errechnen, weil die Wahrscheinlichkeiten für Mehrfachausschüttungen von Höchstgewinnen nicht öffentlich bekannt sind.

## Situation in Österreich
Die Österreichischen Lotterien bieten Keno nur online über win2day an. Hier werden 20 aus 80 Zahlen getippt.